# 查莫湖
查莫湖（Lake Chamo，阿姆哈拉語︰Chamo Hayk）是埃塞俄比亞南部南方各族州的湖泊，位於東非大裂谷。湖長32公里、闊13公里，湖泊面積317平方公里，最大深度14米，集水區18,575平方公里，海拔1,100米。野生動物包括河馬、尼羅鱷和尼羅尖吻鱸。

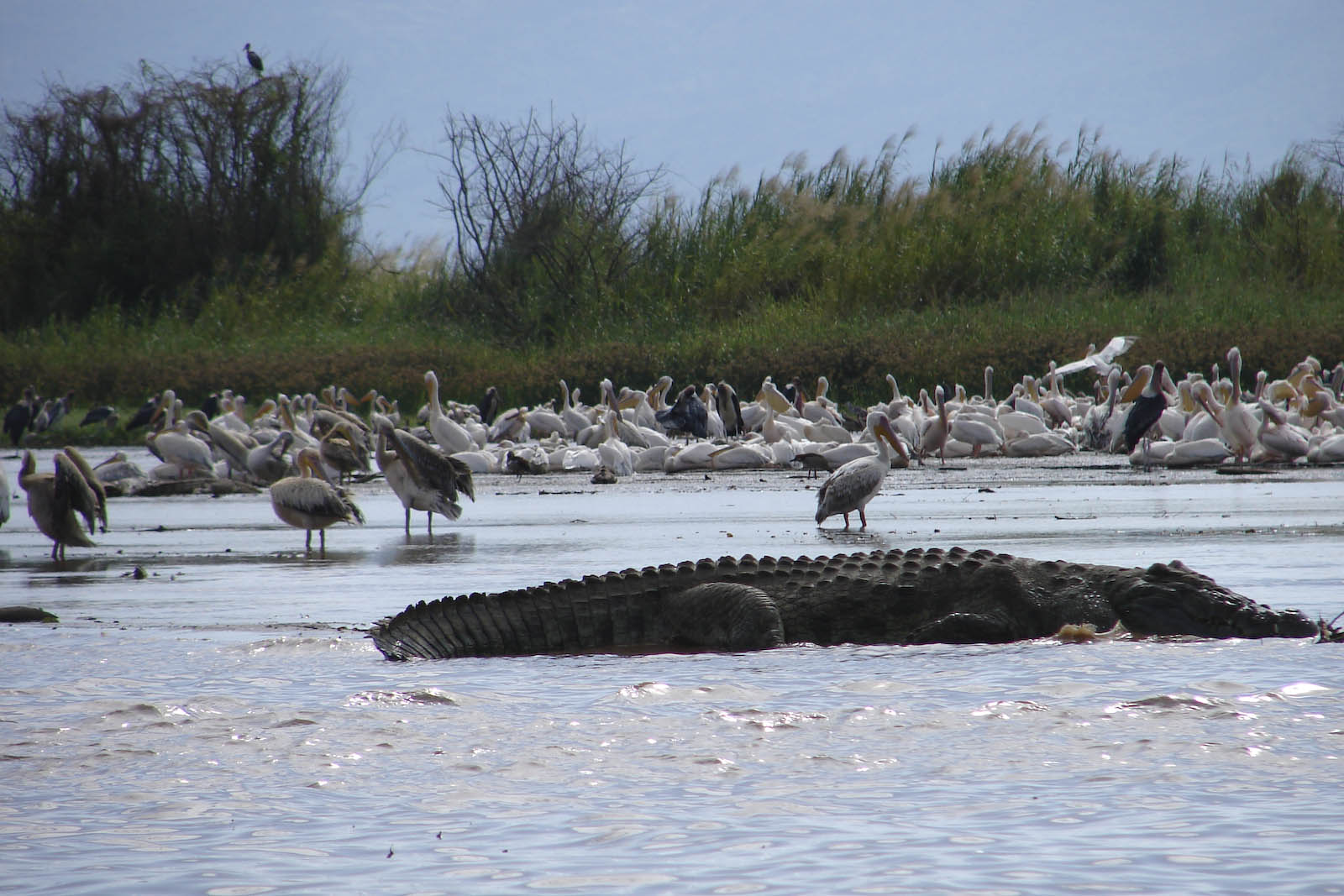
查莫湖的鱷魚

## 外部連結
- ILEC Database entry for Lake Chamo